# Turdus olivater
Turdus olivater là một loài chim trong họ Turdidae.